# Time Waits for No One: Anthology 1971–1977
Time Waits for No One: Anthology 1971–1977 es un álbum recopilatorio de la banda The Rolling Stones, fue publicado solo para el Reino Unido en 1979. Las pistas que incluye el disco son de los periodos de Sticky Fingers (1971) hasta Love You Live (1977). Solo incluye dos singles que están fuera de estos periodos; "Angie" y "Fool to Cry".

## Lista de canciones
Todas las canciones compuestas por Jagger/Richards
Lado 1
1. "Time Waits for No One" – 6:39
  - de It's Only Rock 'n' Roll
2. "Bitch" – 3:37
  - de Sticky Fingers
3. "All Down the Line" – 3:48
  - de Exile on Main St.
4. "Dancing with Mr. D" – 4:52
  - de Goats Head Soup
5. "Angie" – 4:33
  - de Goats Head Soup

Lado 2
1. "Star Star" – 4:26
  - de Goats Head Soup
2. "If You Can't Rock Me"/"Get Off Of My Cloud" – 4:56
  - de Love You Live
3. "Hand of Fate" – 4:28
  - de Black and Blue
4. "Crazy Mama" – 4:34
  - de Black and Blue
5. "Fool to Cry" – 5:04
  - de Black and Blue

## Músicos
- Anthony "Rebop" Kwaku Baah (Percusión)
- Bill Plummer (Bajo)
- Bill Wyman (Bajo, sintetizador)
- Billy Preston (Clavinete)
- Bobby Keys (Saxofón)
- Charlie Watts (Batería)
- James "Jimmy" Miller (Maracas)
- Jim Price (Trombón, trompeta)
- Kathi Mcdonald (Coros)
- Keith Richards (Coros, guitarra)
- Mick Jagger (Piano eléctrico, voz)
- Mick Taylor (Guitarra, guitarra slide)
- Nicholas Christian "Nicky" Hopkins (Piano, sintetizador)
- Nik Pascal (Percusión)
- Ray Cooper (Maracas, Percusión, tambor)
- Wayne Perkins (guitarra)